# Luciano Chiarugi
Luciano Chiarugi (* 13. Januar 1947 in Ponsacco) ist ein ehemaliger italienischer Fußballspieler und späterer -trainer. Als Aktiver vor allem im Trikot des AC Florenz, des AC Mailand sowie des SSC Neapel erfolgreich, war er später als Trainer beispielsweise zweimal interimsweise bei der Fiorentina tätig.

## Spielerkarriere

### Vereinskarriere
Luciano Chiarugi, geboren 1947 in dem kleinen Städtchen Ponsacco im Latium, begann mit dem Fußballspielen in der Jugendabteilung des AC Florenz, wo er 1965 von Trainer Giuseppe Chiappella erstmals in die Profimannschaft der Toskaner berufen wurde. In der Folge agierte Chiarugi sieben Jahre lang im Trikot der Fiorentina und schaffte es schon bald, sich als absoluter Stammspieler zu etablieren. So war der junge Stürmer schon in seinem ersten Jahr als Profi dabei, als sein Verein in der Coppa Italia 1965/66 das Endspiel mit 2:1 nach Verlängerung gegen die US Catanzaro gewann, ein Torerfolg gelang Chiarugi jedoch nicht. 1968 wurde der Argentinier Bruno Pesaola neuer Übungsleiter beim AC Florenz und mit ihm kam auch der ganz große Erfolg. Zum erst zweiten und bis heute letzten Mal sicherte sich die Mannschaft um Spieler wie etwa Giancarlo De Sisti, Amarildo oder Ugo Ferrante die italienische Fußballmeisterschaft. In der Serie A 1968/69 hatte man den ersten Platz mit vier Punkten Vorsprung auf die zweitplatzierte US Cagliari belegt. In den folgenden Jahren ging es mit den Leistungen des AC Florenz stark bergab, nur zwei Jahre nach dem Titelgewinn konnte der Abstieg nur arg knapp vermieden werden. Luciano Chiarugi blieb bis Sommer 1972 beim AC Florenz und bestritt für den Klub insgesamt 140 Ligapartien, in denen ihm 33 Treffer gelangen.

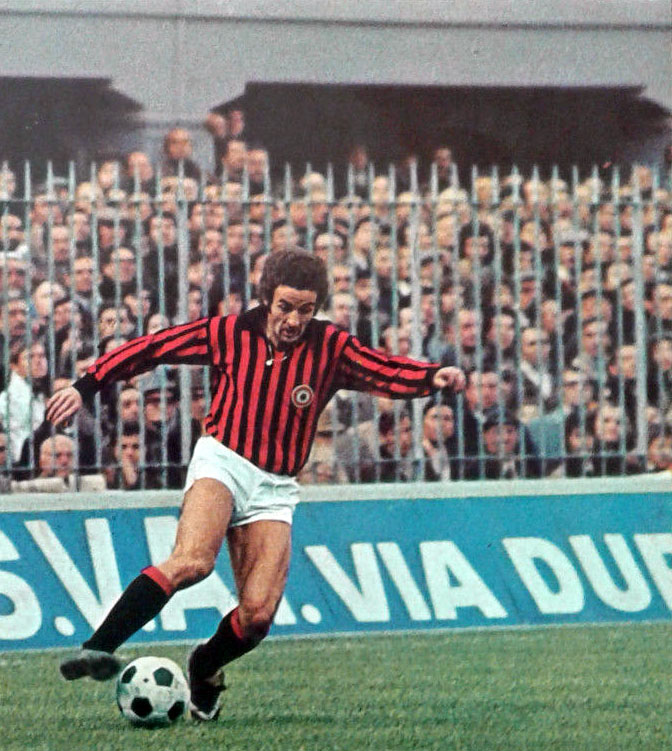
Luciano Chiarugi im Trikot des AC Mailand (1972)

1972 wechselte er für vier Jahre zum AC Mailand, wo er unter Trainer Nereo Rocco vor allem in der Coppa Italia sehr erfolgreich agierte. So sprang in der Spielzeit 1972/73 im Elfmeterschießen gegen Juventus Turin der Gewinn des Pokals heraus, während man zwei Jahre später im Endspiel trotz eines Tores von Chiarugi gegen dessen ehemaligen Verein aus Florenz scheiterte. Zweimal in Serie erreichte Milan in jenen Jahren zudem das Endspiel im Europapokal der Pokalsieger. 1972/73 bezwang man dabei den englischen Vertreter von Leeds United durch ein Tor von Luciano Chiarugi in der fünften Minute mit 1:0, ein Jahr später als Titelverteidiger musste man sich allerdings dem ostdeutschen Verein 1. FC Magdeburg geschlagen geben, Chiarugi wurde von dem neuen Coach Giovanni Trapattoni gar nicht erst eingesetzt.
Nach Ende der Saison 1975/76 wechselte Luciano Chiarugi nach 104 Ligaspielen mit 37 Toren für den AC Mailand erneut den Verein und schloss sich dem SSC Neapel in Italiens Süden an, wo er in der Folge zwei Jahre lang unter Vertrag stand und mit dem kampanischen Klub in der Spielzeit 1977/78 abermals ins Finale der Coppa Italia vordrang, nunmehr bereits seine vierte Endspielteilnahme in diesem Wettbewerb, aber gegen Inter Mailand mit 1:2 den Kürzeren zog. Nach Ende dieser Spielzeit zog es Chiarugi weiter zu Sampdoria Genua, wo er für den mittlerweile in die Serie B abgeglittenen Verein zwar alle dreißig Saisonspiele machte, den Aufstieg aber ganz klar verpasste. Danach ging er zum FC Bologna, mit dem er die Serie A 1979/80 auf dem dreizehnten Tabellenrang beendete und den Abstieg nur aufgrund des besseren Tordifferenz gegenüber Lanerossi Vicenza und Atalanta Bergamo vermied.
Nach dem geschafften Klassenerhalt kehrte Luciano Chiarugi dem FC Bologna wieder den Rücken und wechselte in die zweite Liga zu Rimini Calcio. Dort sowie bei den beiden unterklassigen Klubs VG Rondinella Marzocco sowie US Massese ließ Chiarugi seine aktive Laufbahn dann ausklingen, ehe er 1985 im Alter von 38 Jahren endgültig aufhörte mit dem Leistungssport.

### Nationalmannschaft
Zwischen 1969 und 1974 brachte es Luciano Chiarugi immerhin auf drei Länderspiele im Trikot der italienischen Fußballnationalmannschaft. Dabei gelang ihm kein Torerfolg, wobei er auch meistens eher als Ersatz für andere Angreifer im Aufgebot stand. So verpasste er auch die großen Turniere in jener Zeit und kann weder die Teilnahme an einer Welt- noch an einer Europameisterschaft verbuchen.

## Trainerkarriere
Nach dem Ende seiner aktiven Laufbahn wurde Luciano Chiarugi Coach. In dieser Funktion wirkte er das erste Mal 1993, als er den entlassenen Aldo Agroppi in Florenz ersetzte, seine alten Verein aber nicht mehr vor dem bitteren Gang in die Zweitklassigkeit bewahren konnte. Nach dem Abstieg wurde Chiarugi dann von Claudio Ranieri abgelöst, der die Fiorentina souverän zurück in die Serie A führte. 2002 wiederholte sich dieses Szenario, als Chiarugi den erfolglosen Roberto Mancini beerbte, aber schon bald wieder selbst entlassen und durch Ottavio Bianchi ersetzt wurde, der den Gang in die Zweitklassigkeit für den AC Florenz aber nicht vermeiden konnte. 
Später hatte Luciano Chiarugi dann noch eine Trainerstation, und zwar in der Saison 2007/08 beim damaligen Viertligisten US Poggibonsi, mit dem er die Spielzeit als Sechster abschloss.

## Erfolge
- Europapokal der Pokalsieger: 1×

1972/73 mit dem AC Mailand
- Endspiel im Europapokal der Pokalsieger: 1×

1973/74 mit dem AC Mailand
- Italienische Meisterschaft: 1×

1968/69 mit dem AC Florenz
- Italienischer Pokalsieg: 2×

1965/66 mit dem AC Florenz
1972/73 mit dem AC Mailand
- Endspiel der Coppa Italia: 2×

1974/75 mit dem AC Mailand
1977/78 mit dem SSC Neapel
- Mitropapokal: 1×

1966 mit dem AC Florenz
- Englisch-italienischer Ligapokal: 1×

1976 mit dem SSC Neapel